# Trentepohlia africana
Trentepohlia africana är en tvåvingeart som beskrevs av Alexander 1930. Trentepohlia africana ingår i släktet Trentepohlia och familjen småharkrankar. Inga underarter finns listade i Catalogue of Life.